# Hydrotherosaurus
Hydrotherosaurus (que significa "lagarto bestia de agua") es un género extinto de plesiosaurio elasmosáurido del Cretácico Superior (piso Maastrichtiense) de Formación Moreno en el condado de Fresno, California, Estados Unidos. La única especie conocida, H. alexandrae, fue nombrada por su descubridora, Annie Montague Alexander, por Samuel Paul Welles.

## Descripción
Hydrotherosaurus midió aproximadamente 7.8 metros de longitud. Tiene uno de los cuellos más largos en relación con la longitud total entre los elasmosáuridos, con 60 vértebras en total. Tenía una cabeza pequeña que medía unos 33 centímetros de largo, un cuerpo aerodinámico y cuatro aletas grandes que fueron especialmente diseñadas para ayudar al enorme animal a equilibrarse, moverse y acelerarse.